# فرانک استانلی
فرانک استانلی (انگلیسی: Frank Stanley؛ ‏ ۵ مهٔ ۱۹۲۲ – ۲۱ دسامبر ۱۹۹۹) فیلم‌بردار اهل ایالات متحده آمریکا بود.
از فیلم‌ها یا مجموعه‌های تلویزیونی که وی در آن‌ها نقش داشته‌است، می‌توان به راه‌حل بزرگ، تحریم آیگر، تیزتک، نیروی مگنوم و بریزی اشاره نمود.